# کانتویرا
کانتویرا (به ایتالیایی: Cantoira) یک کومونه در ایتالیا است که در استان تورین واقع شده‌است.

## خصوصیات
کانتویرا ۲۳٫۱ کیلومترمربع مساحت و ۵۵۴ نفر جمعیت دارد و ۷۵۰ متر بالاتر از سطح دریا واقع شده‌است.